# Malcolm Wheeler-Nicholson
Malcolm Wheeler-Nicholson (7 de enero de 1890 – 21 de mayo de 1965) fue un escritor de pulps y empresario estadounidense que fue un pionero de la historieta estadounidense al editar la primera publicación periódica que consistía únicamente de material original en lugar de reimprimir material ya publicado anteriormente como tiras diarias en periódicos. Tiempo después de retirarse de la editorial que él creó, la National Allied Publications de Wheeler-Nicholson se transformaría en DC Comics, una de las más antiguas editoriales de historietas de los Estados Unidos.
En 2008 fue incluido por los jueces en el Salón de la Fama de las historietas de Will Eisner.

## Biografía

### Primeros años y carrera militar
Malcolm Wheeler-Nicholson nació en Greeneville, Tennessee Tennessee. Sus padres fueron Lola Orlando Strain y Antoinette Wheeler, quienes además fueron padres de Caroline Strain (1888-1894) y Christopher Strahan (1894-1952). Ellos se divorciaron en el año 1900 y su madre comenzó a trabajar de periodista en una revista para mujeres en Portland, Oregon. En 1902 ella se casó con el maestro Thomas J. Bell Nicholson, quien pasó a ser el padrastro de sus hijos, quienes vieron cambiado sus apellido a Wheeler-Nicholson, una combinación del de su madre y su padrastro. Los hermanos fueron criados en "un hogar intelectual e iconoclasta", donde su familia solía entretener a invitados como Theodore Roosevelt y Rudyard Kipling.
Wheeler-Nicholson pasó su juventud entre Portland y un rancho en estado de Washington. Criado cabalgando caballos, en 1909 se enroló en la academia militar The Manlius School, en DeWitt, New York, en 1917 se unió a la caballería de los Estados Unidos. como Teniente Segundo. De acuerdo a diferente fuentes, llegó a ser tanto el "Mayor más joven en el ejército de los Estados Unidos" el más joven de la caballería, o al menos uno de los más jóvenes. Su unidad estaba entre las que, comandadas por John J. Pershing, en 1916 persiguieron al revolucionario mexicano Pancho Villa. Al año siguiente sirvió a Pershing al pelear contra los musulmanes en Filipinas y sirvió a una tropa cosaca en Siberia. Destinos posteriores incluyeron Japón, Inglaterra y Alemania. Al terminar la Primera Guerra Mundial, Wheeler-Nicholson fue enviado a estudiar a la Escuela Especial Militar de Saint-Cyr en París, Francia.
Luego de su crítica pública al Comando del Ejército en una carta abierta al presidente Warren G. Harding publicada en el New York Times, así como acusaciones de parte del Mayor hacia oficiales superiores, contracargos, una demanda contra el director de West Point, el General Fred W. Sladen y lo que la familia llama un intento de asesinato por parte del Ejército que dejó Wheeler-Nicholson hospitalizado con una herida de bala,, en junio de 1922 Wheeler-Nicholson fue condenado en un juicio por corte marcial por haber violado artículo 96 de las leyes de la guerra al publicar la carta abierta. Él renunció al ejército en 1923. y su demanda por cien mil dólares contra Sladen fue rechazada por la Corte Suprema de New York al año siguiente.

### Carrera de escritor
Luego de haber escrito sobre temas militares, incluyendo el libro de 1922 The Modern Cavalry (La Caballería Moderna), y libros de ficción como la novela sobre el viejo oeste Death at the Corral (Muerte en el Corral), también de 1922, Wheeler-Nicholson comenzó a escribir historias cortas para los pulps. El Mayor pronto pasó a tener su nombre en tapa de las revistas escribiendo ficción sobre aventuras militares e históricas para revistas como Adventure y Argosy. Además, él escribió como escritor fantasma seis novelas de aventuras sobre el héroe del aire Bill Barnes para la editorial Street & Smith Publications. Al mismo tiempo, en 1925 creó la empresa Wheeler-Nicholson, Inc. para poder aglomerar su propio trabajo, el cual incluía una tira diaria para periódicos adaptación de la novela de Robert Louis Stevenson La Isla del Tesoro, con arte de N. Brewster Morse.

### National Allied Publications
En el otoño de 1934, siendo testigo del éxito de Famous Funnies (1933) y otras revistas que reeditaban tiras de periódicos, Wheeler-Nicholson creó la editorial de historietas National Allied Publications. Ya que las revistas de historietas del momento consistían en reimpresiones de material ya publicado, Wheeler-Nicholson se dio cuenta de que los derechos de esas tiras populares ya tenían dueño. Si bien algunas publicaciones incluían una pequeña porción de material original, por lo general como material de relleno, e incluso Dell Publishing había publicado The Funnies en 1929, una especie de revista de historietas con material original, el primer número de New Fun fue la primera revista de historietas con material absolutamente original. Como escribió el autor Nicky Wright,

Fue en este punto en que Wheeler-Nicholson hizo historia. Él produjo una revista de historietas titulada propiamente New Fun: The Big Comic Magazine, llamada así porque era más grande que las otras revistas de historietas, midiendo 10 por 15 pulgadas (25 × 37 cm)... No solo era el tamaño diferente, sino que también las tiras. Todas eran originales, presentando personajes nuevos especialmente dibujados para New Fun... Más allá de las tiras originales, New Fun fue la primera revista de historietas con publicidad.

Revista de tamaño tabloide de 10 por 15 pulgadas y de 36 páginas con tapa de cartulina sin brillo, New Fun #1 era una antología de "tiras de humor y aventuras, muchas de las cuales escribía el mismo [Wheeler-Nicholson]. La revista incluía "Pelion and Ossa", una tira protagonizada por animales, "Jigger and Ginger", sobre dos amigos que concurrían a la universidad, "Jack Woods", una historia situada en el viejo oeste, y "Barry O'Neill", una aventura con la temática "peligro amarillo", con Fang Gow, un villano estilo Fu Manchú. Si bien publicar material nuevo era algo arriesgado, la revista vendió tan bien como para que National Allied Publishing continuara publicando "nuevas revistas cada mes". Sheldon Mayer, creador de historietas de la Edad Dorada, bromeaba años más tarde acerca de Wheeler-Nicholson: "No solo fue la primera persona en publicar revistas de historietas, sino que fue el primero en retracear a un artista su cheque".
Los primeros cuatro números fueron editados por Lloyd Jacquet, quien luego crearía Funnies, Inc.. El quinto número lo haría el mismo Wheeler-Nicholson. El sexto número, de octubre de 1935, sería el debut en las revistas de historietas del dúo Jerry Siegel y Joe Shuster, los creadores de Superman, quienes comenzaron su carrera con el espadachín "Henri Duval" (hicieron las dos primeras historias para luego pasar el trabajo a otros), y, bajo los seudónimos de "Leger and Reuths", las aventuras del supernatural luchador contra el crimen Doctor Occult. Ellos continuarían con este último personaje hasta el número 32, de junio de 1938. La revista pasaría a llamarse More Fun (números 7 y 8 de enero / febrero de 1936) y More Fun Comics (N.º 9 en adelante).
Wheeler-Nicholson sumó una segunda revista, New Comics, con fecha de tapa diciembre de 1935 y con un tamaño más cercano al que luego tendrían las revistas de historietas de la Edad Dorada, ligeramente más grandes que las actuales. El título pasaría a llamarse New Adventure Comics a partir del número 12, y finalmente Adventure Comics a partir del número 32. Continuando por varias décadas hasta el número 503 en 1983, sería una las revistas de historietas de más larga duración. En 2009 fue revivida por algún tiempo a partir de su numeración original.
A pesar del optimismo de Wheeler-Nicholson, encontrar un lugar en el mercado fue difícil. Los vendedores eran reacios a tener revistas de material nuevo de una editorial desconocida, ya que títulos de otras editoriales se los percibían más "exitosos ya que presentaban personajes que todos conocían y querían". Las devoluciones eran altas, y el poco movimiento de efectivo hacían que el intervalo entre números fuera impredecible. El artista Creig Flessel recordaba que en la oficina de la empresa en Fourth Avenue, "el Mayor entraba y salía del lugar, batallando con las imprentas, los bancos y otros enemigos de las historietas.
Wheeler-Nicholson sufrió varias crisis financieras, tanto en su vida profesional como en la personal. El artista de "Dick Woods", Lyman Anderson, que utilizaba un pequeño departamento de Wheeler-Nicholson en Manhattan dijo: " Su esposa lo llamaba desde su hogar en Long Island llorando... y le decía que no tenía dinero y que el repartidor iba a dejar de entregar la leche para los niños. Le envié 10 dólares, simplemente porque ella lo necesitaba" 
El tercer y último título publicado bajo su mandato sería Detective Comics, con una fecha de tapa de diciembre de 1936, aunque terminó saliendo a la venta en marzo de 1937. Detective Comics pasaría a ser una sensación gracias a la presentación de Batman en el número 27 (fecha de tapa mayo de 1939). Igualmente, para ese entonces, Wheeler-Nicholson ya había dejado la editorial. En 1937, en deuda con el dueño de la planta impresora y distribuidor de publicaciones Harry Donenfeld, quien además editaba revistas pulp y tenía un cargo importante en Independent News, se vio forzado a tomar como socio a Donenfeld para poder publicar el primer número de Detective Comics. Así se formó Detective Comics, Inc., con Wheeler-Nicholson y Jack S. Liebowitz, el contador de Donenfeld, como dueños.
El Mayor permaneció durante un año en la editorial, pero los problemas monetarios continuaron. En la publicación celebrando el 50.º aniversario de la editorial, Fifty Who Made DC Great se cita a la gran depresión como la que "forzó a Wheeler-Nicholson a vender su negocio editorial a Harry Donenfeld y Jack Liebowitz en 1937". Igualmente, según el historiador de historieta norteamericana Gerard Jones: 

A comienzos de 1938, Harry Donenfeld lo envió a él y su esposa a un send him and his wife on a crucero a Cuba para que 'trabajara en nuevas ideas'. Cuando volvieron a casa, el mayor encontró que habían cambiado la cerradura de su oficina. En su ausencia, Harry lo había demandado por no haberle pagado y mandó a Detective Comics, Inc. a la corte de bancarrota. Un juez llamado Abe Mennen, uno de los viejos amigos del Tammany había sido puesto como presidente interino de la firma y arregló una venta rápida de sus activos a Independent News. Harry le dio al Mayor un porcentaje de More Fun Comics en bonos y le deseó lo mejor.

A partir de ahí, Wheeler-Nicholson "dejó de lado el mundo de los negocios y volvió a escribir historias de guerra y críticas de la milicia estadounidense" además de "artículos de política e historia militar". Murió en 1965 en Long Island, New York.

## Familia
Mientras estudiaba en la Escuela Especial Militar de Saint-Cyr en París, Francia, después de la Primera Guerra Mundial, Wheeler-Nicholson conoció a Elsa Sachsenhausen Bjorkböm, una mujer sueca de origen aristocrático. y se casaron en Koblenz, Alemania, en 1920. Su primera hija, Antoinette, nació en Estocolmo, Suecia, la ciudad natal de su esposa, en 1921. En 1922 nace Marianne, su segunda hija. Sus hijos Malcolm y Douglas nacieron en 1926 y 1928 respectivamente. Por último, su hija Diane nació en 1932.
La actriz Dana Wheeler-Nicholson (algunas veces acreditada como Dana Wheeler Nicholson), quien trabajó en películas como Fletch y Tombstone, así como apariciones en series de TV como Sex in the City, Friday Night Lights y Law & Order: Criminal Intent  y la novela All My Children, es hija de Douglas Wheeler-Nicholson.

## Otros trabajos
- Modern Cavalry: Studies on Its Role in the Warfare of To-day with Notes on Training for War Service (Macmillan, 1922)
- Battle Shield of the Republic (Macmillan, 1940)[41]
- America Can Win (Macmillan, 1941)[42]
- Are We Winning the Hard Way? (Crowell Publishing, 1943)
- The Texas-Siberia Trail: Adventure stories of Malcolm Wheeler-Nicholson (Off-Trail Publications, 2014) editado por John Locke